# Okay (Texas)
Okay est une ancienne communauté et dorénavant un village fantôme, qui était située à proximité de Killeen, à l'ouest du comté de Bell, au Texas central, aux États-Unis. Un bureau postal y a existé de 1896 à 1899 et l'école comptait 34 élèves et un enseignant, en 1903.